# Danilo Aceval
Danilo Aceval, de son vrai nom Danilo Vicente Aceval Maldonado, est un footballeur paraguayen né le 15 septembre 1975 à Arroyo (Paraguay).

## Carrière

### En clubs
- 1994 - 1997 : Cerro Porteño ( Paraguay)
- 1997 - 1999 : Unión de Santa Fe ( Argentine)
- 1999 : Cerro Porteño ( Paraguay)
- 2000 : Sportivo San Lorenzo ( Paraguay)
- 2000 - 2001 : Tigres UANL ( Mexique)
- 2001 - 2004 : Olimpia ( Paraguay)
- 2004 - 2005 : Cerro Porteño ( Paraguay)
- 2006 : 12 de Octubre ( Paraguay)
- 2007 : Ñublense ( Chili)
- 2008 : Deportes Concepción ( Chili)

### En équipe nationale
Il a participé à la coupe du monde de 1998 et compte onze sélections entre 1995 et 2005.